# Nicolaas Smit (homme politique)
Pour les articles homonymes, voir Nicolaas Smit et Smit.
Nicolaas Jacobus Smit (5 mai 1837 - 4 avril 1896) est un général et homme politique sud-africain. Pendant la Première Guerre des Boers il mène les forces boers à la victoire lors de la bataille de Majuba Hill. Il est élu vice-président de la République sud-africaine en 1888 et sert jusqu’à sa mort.

## Jeunesse
Fils de Nicolaas Jacobus Smit (1811-1887) et d’Elizabeth Magdalena Van der Merwe (1815-1892), le jeune Nicolaas est né à Doornbos, près de Graaf-Reinet. La famille descend des premiers immigrants calvinistes hollandais qui, arrivés au Cap avant 1688, sont parmi les premiers colons blancs du continent. À l’âge de 25 ans, il s’installe au Natal avec ses parents. Ils vivent à Durban pendant un temps mais n’aiment pas la société anglaise. Smit décide alors de rejoindre l’armée.

## Carrière militaire
Il est promu lieutenant-général et combat aux côtés des Pedi, sous le commandement du roi Sekhukhune Ier, qui s'étaient temporairement alliés à la République des Boers. Il s’avère être un bon commandant. À la bataille d’Ingogo, lui et 200 soldats réussissent à repousser une force adverse trois fois plus nombreuse dans des conditions météorologiques atroces.
Lors de la bataille de Majuba Hill, Smit fait preuve d’audace et de courage en dirigeant son unité vers le haut de la colline sous le feu de l'ennemi tout en utilisant les contours de la hauteur pour se protéger. Leurs uniformes kaki, qui se confondent avec le paysage, et leur connaissance du terrain empêchèrent les Britanniques de voir leurs cibles. Les Britanniques n’avaient pas suffisamment protégé leurs lignes par des tranchées et n’avaient pas d’artillerie, rendant difficile la défense de la position au sommet de la colline. Incapables de tenir leur ligne, ils se rendent après que les Boers aient pris position sur le flanc droit de Gordon’s Knoll. La victoire du général Smit met ainsi fin à la guerre du Transvaal. Elle permet l’établissement de la République des Boers à la Convention de Pretoria, qui n'est pas contestée jusqu’à la Seconde guerre des Boers. La Convention de Londres en 1884, qui remplaça la Convention de Pretoria et dont Smit est un des signataires, concède aux Boers la suzeraineté sur le pays pour toujours.

## Carrière politique
Pour son courage et son leadership sur le champ de bataille, Smit est élu à une charge politique en 1888, en tant que vice-président de l’État de la République sud-africaine. Il ne vécut pas assez longtemps pour voir la déclaration d’indépendance du président Kruger.

## Récompenses
- Ordre du Lion néerlandais

## Galerie

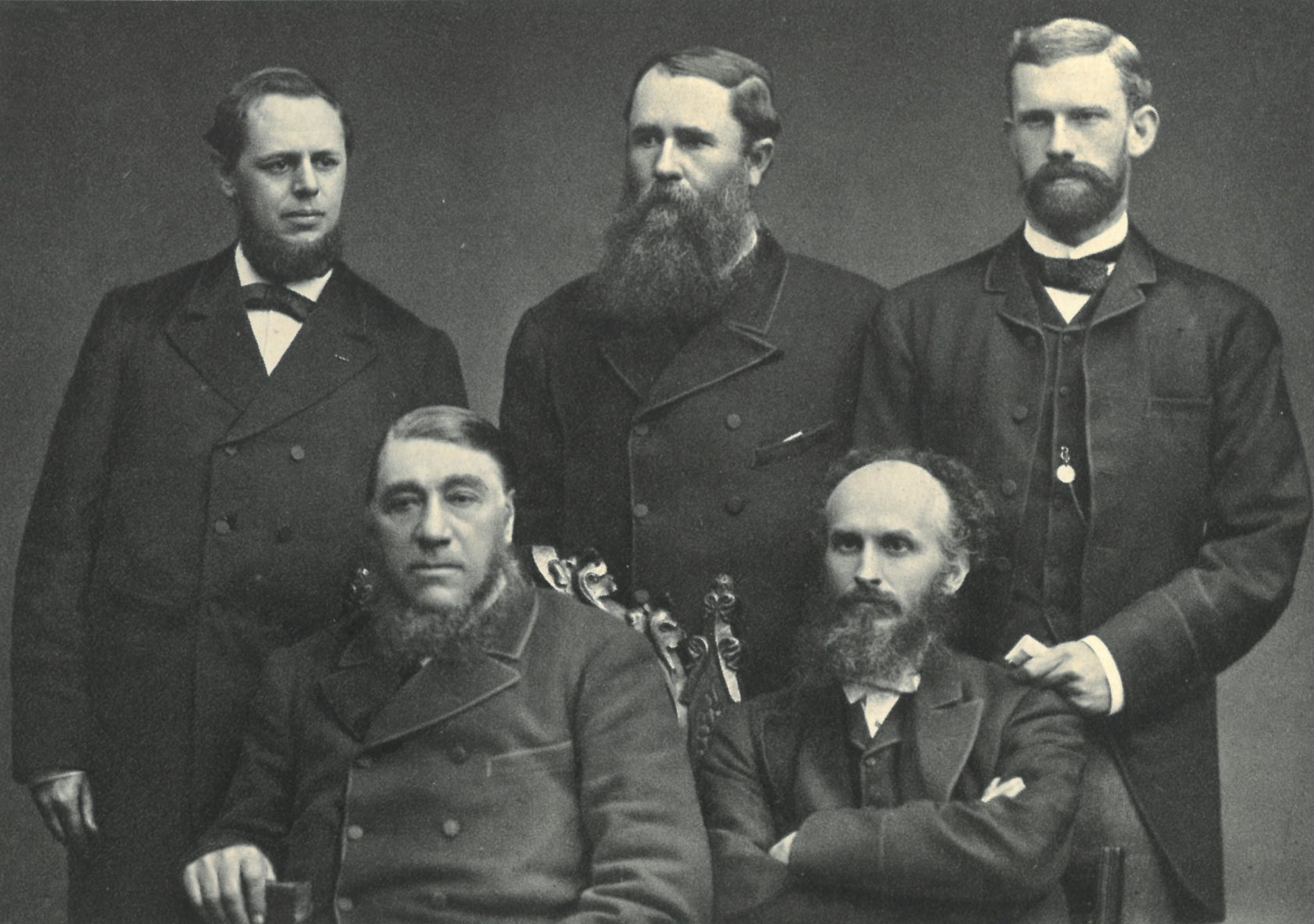
Les délégués boers de la Convention de Londres en 1883-1884
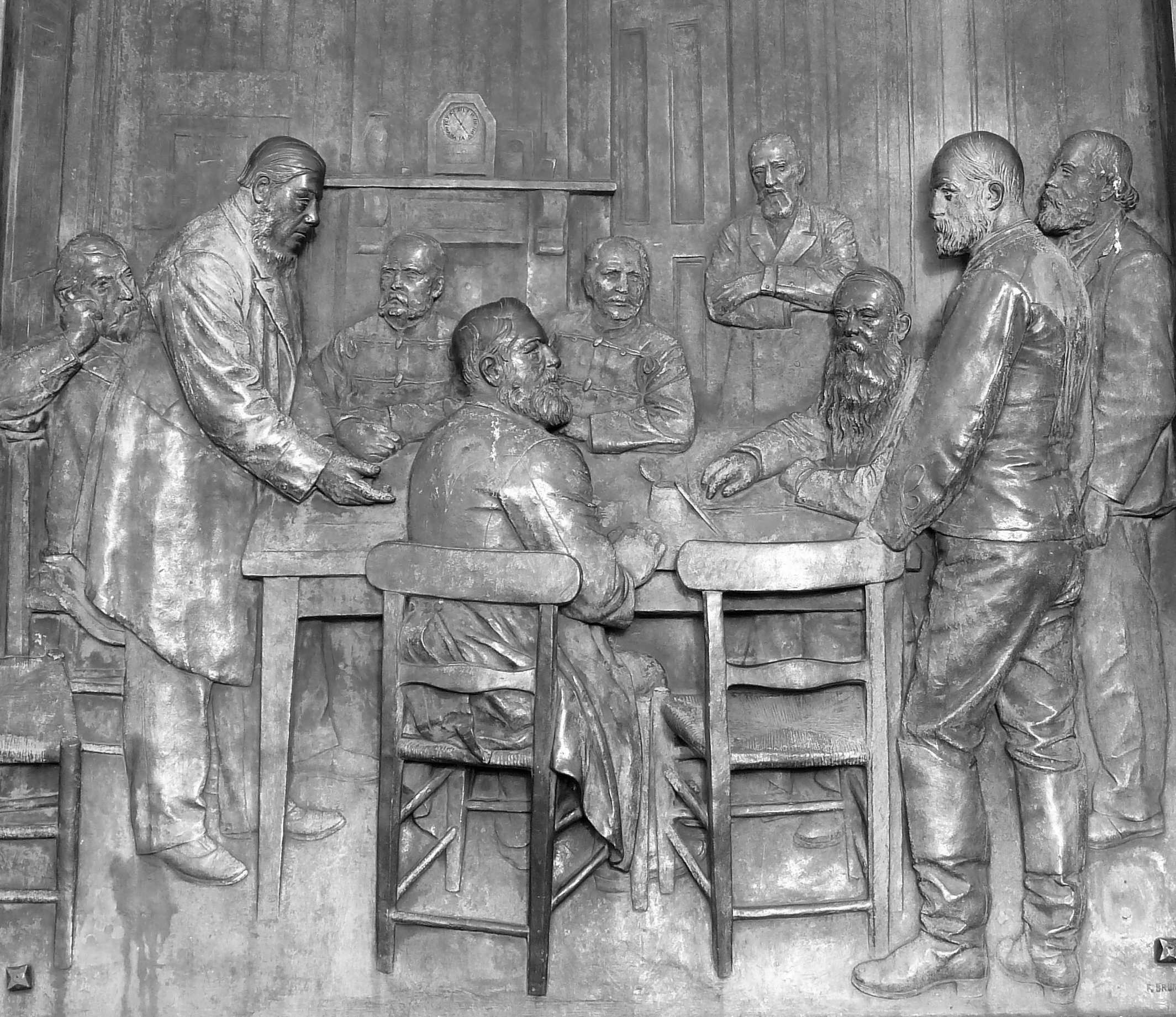
Panneau ouest du monument Kruger à Pretoria